# Tratado del Río Sand
La convención del Río Sand (en afrikáans: Sandrivierkonvensie) del 17 de enero de 1852 fue una convención por la cual el Reino Unido de Gran Bretaña e Irlanda reconoció formalmente la independencia de los bóers al norte del río Vaal.

## Trasfondo
La convención se firmó el 17 de enero de 1852 por el comandante general Andries Pretorius y otros, en representación del nuevo país, y el mayor William Samuel Hogge y Charles Mostyn Owen, secretario del Comisionado Civil de Winburg, debidamente autorizados por el gobierno británico y en su nombre. El tratado se firmó en la granja Sand River, propiedad de P. A. Venter, cerca de Ventersburg.

### Citas
1. ↑  Eybers, 1918, pp. 357–359.